# Marina maritima
Marina maritima là một loài thực vật có hoa trong họ Đậu. Loài này được (Brandegee) Barneby miêu tả khoa học đầu tiên.